# Ганс фон Зальмут
Ганс фон Зальмут (нім. Hans von Salmuth) (*11 листопада 1888 — пом. 1 січня 1962) — німецький генерал-полковник, учасник Першої та Другої світової війни.

## Особисте життя, початок воєнної кар'єри, Перша світова війна, міжвоєнний період
Народився в Меці, що в Ельзасі-Лотарингії, в сім'ї прусського військового. Ганс фон Зальмут приєднався до Королівської прусської армії 19 вересня 1908 року. Як син офіцера прийшов до гвардійського полку № 3, гвардії королеви Єлизавети, де його підвищили до прапорщика, 18 травня 1908 року. Після відвідування військової школи, 27 січня 1909 року, отримав звання лейтенанта. 1 жовтня 1912 року був призначений ад'ютантом 2-го батальйону гвардійського полку № 3 гвардії королеви Єлизавети. Незадовго до Першої світової війни все ще використовувався в ролі ад'ютанта в своєму полку до літа 1914 року. Під час війни вперше отримав звання лейтенанта, 24 листопада 1914 року. 21 лютого 1915 року був призначений полковим ад'ютантом гвардійського полку № 3 гвардії королеви Єлизавети.
Військова кар'єра
- 19 вересня 1907 — фанен-юнкер
- 27 січня 1909 — лейтенант
- 18 серпня 1916 — гауптман
- 1 січня 1928 — майор
- 1 лютого 1932 — оберстлейтенант
- 1 квітня 1934 — оберст
- 1 серпня 1937 — генерал-майор
- 1 серпня 1939 — генерал-лейтенант
- 1 серпня 1940 — генерал від інфантерії
- 1 січня 1943 — генерал-полковник

18 серпня 1916 року отримав звання гауптмана. Таким чином був призначений до Генерального штабу XIV резервного корпусу 9 вересня 1916 року. 1 січня 1917 року був переведений до Генерального штабу 35-ї резервної дивізії. 1 квітня 1917 року був переведений до Генерального штабу гвардійської кавалерійської дивізії. 1 серпня 1917 року він був переведений до Генерального командування 66. У наступний період він також працював заступником 1-го офіцера генерального штабу у 35-й піхотній дивізії. З вересня 1917 року був членом Генерального штабу німецького начальника Генерального штабу групи армій ерцгерцога Йозефа. З січня 1918 року він був частиною генерального штабу групи армій Лінзінген, пізніше групи армій Айххорн.
У липні 1918 р., До кінця війни, був членом Генерального штабу оперативного відділу «Верхнього Сходу». Під час Першої світової війни був нагороджений як Залізними хрестами 1 та 2 класу, так і іншими нагородами. Потім, із січня 1919 року, працював офіцером генерального штабу в Офісі зв'язку Верховного командування армією (SVL) у Східній Пруссії. Влітку 1919 року був прийнятий на посаду капітана Рейхширу. У зв'язку з чим переходить до Генерального штабу 1-ї піхотної дивізії. 1 жовтня 1919 року був переведений в штат 1 стрілецького полку Рейхсверу.
13 січня 1930 року був переведений до штату 1-ї дивізії Рейхсверу в Кенігсбергу(нім. Königsberg). Там був підвищений до підполковника, 1 лютого 1932 року. 1 жовтня 1932 року був призначений командиром 1-го (Anhaltinisches) батальйону 12-го піхотного полку в Дессау. 1 грудня 1933 року, був призначений начальником штабу 2-го відділу Рейхсверу в Штеттині та наступником полковника Курта Лізе. 1 травня 1934 року він отримав звання полковника. Він зберіг цю позицію, коли підрозділи Рейхсверу були розширені, щоб стати Вермахтом. В результаті, був призначений начальником штабу Генерального командування 2-го армійського корпусу в Штеттині. Таким чином, отримав звання генерал-майора 1 серпня 1937 року.

## Друга світова війна
До початку війни був начальником штабу групи армій «Північ» під командуванням Федора фон Бока, брав участь в розробці плану «Білий»(Weiß‎). Надалі, вже в жовтні 1939 року, разом з фон Боком був переведений до групи армій «B» для організації наступної великої кампанії, плану «Гельб» (вторгнення в Бельгію і Францію), в травні 1940 року. Після нищівної поразки союзників і капітуляції Франції, 19 липня 1940 року фон Зальмут був нагороджений Лицарським хрестом Залізного хреста.
У 1941 році фон Зальмут був призначений на Східний фронт, 10 травня прийняв 30-й армійський корпус у складі 11-ї армії. З початком операції «Барбаросса» брав участь у вторгненні. Його 30-й корпус взяв участь в битві за Севастополь.
У 1942 році, в період з 20 квітня по 1 червня, командував 17-ю армією. Недовго, з 6 червня по 15 липня 1942 року підміняв Готхард Гейнріці на посаді командувача 4-ї армії. Після чого очолив в середині липня 2-у армію.
У січні 1943 року фон Зальмуту було присвоєно звання генерал-полковника. 3 лютого 1943 здав командування 2-ю армією Вальтеру Вайсу і знову змінив Гейнріці. На цей раз він керував діями 4-ї армії до липня 1943 року.
У серпні 1943 року генерал фон Зальмут покинув Східний фронт і був відправлений до Франції, де під його керування передавалася 15-та армія, яка охороняла плацдарм в районі Па-де-Кале у Франції. Район Па-де-Кале був тим місцем Атлантичного валу, де союзники, на думку Гітлера, готувалися почати десантну операцію. Тому 15-та армія була посилена 17 дивізіями, що робило її найбільшої німецької військової угрупованням на Західному фронті. І союзники робили все можливе, щоб переконати Гітлера, що вторгнення буде саме тут, а не в районі займаному слабшої 7-ю армією.

6 червня 1944 року, в день висадки союзників, фон Зальмут записав у своєму щоденнику:
О 6 ранку, через півтори години після світанку, знову подзвонив начальнику штабу 7-ї армії запитати чи не висадився ворог. Відповідь була: «Десантні боти і військові кораблі, великі і малі, розосередилися вздовж берега, але висадки досі не відбулося». Після закінчення бесіди я спокійно повернувся до сну, сказавши наостанок своєму начальнику штабу: «Їх вторгнення вже зазнало невдачі!»
Ганс фон Зальмут був звільнений від командування вже наприкінці серпня 1944 року, після того, як союзники в рамках операції «Кобра» прорвали лінію фронту в Нормандії, і майже одночасно із звільненням Парижа. Він був замінений на Густав-Адольфа фон Цанга. До кінця війни фон Зальмут не командував більше ніяким підрозділом.

## Після війни
Після війни, фон Зальмут до 1948 року перебував у полоні, проходив у справі військового командування Німеччини як один з 185 обвинувачених на наступних Нюрнберзьких процесах. Був визнаний винним у військових злочинах проти військовополонених, і в злочинах проти людства, включаючи цивільне населення на окупованих територіях і засуджений до двадцяти років ув'язнення. Вийшов на свободу раніше терміну, відсидівши лише п'ять років — в 1953 році. Помер у Гайдельберзі, Західна Німеччина, в 1962 році. Похований на кладовищі Нордфрідхоф у Вісбадені.